# Nyodes paulis
Nyodes paulis là một loài bướm đêm trong họ Noctuidae.